# Pleuronea fenestrata
Pleuronea fenestrata är en mossdjursart som först beskrevs av Busk 1859.  Pleuronea fenestrata ingår i släktet Pleuronea och familjen Tubuliporidae. Inga underarter finns listade i Catalogue of Life.